# Йована Стеванович
Йована Стеванович (серб. Јована Стевановић, нар. 30 червня 1992) — сербська волейболістка, срібна призерка Олімпійських ігор 2016 року.

## Виступи на Олімпіадах
| Олімпіада           | Дисципліна | Місце |
| ------------------- | ---------- | ----- |
| Ріо-де-Жанейро 2016 | волейбол   | 2     |

## Клуби
| Роки      | Команди                        |
| --------- | ------------------------------ |
| 2008—2013 | «Црвена Звезда» (Белград)      |
| 2013—2018 | «Помі» (Казальмаджоре)         |
| 2018—2020 | «Савіно Дель Бене» (Скандіччі) |
| 2020—2022 | «Унет Е-Ворк» (Бусто-Арсіціо)  |
| 2022—2023 | «Про Вікторія Мілано» (Монца)  |
| 2023—     | «Еджзаджибаши» (Стамбул)       |

## Зовнішні посилання
- Йована Стеванович — олімпійська статистика на сайті Sports-Reference.com (англ.) (архівна версія)
- CEV

1. 1 2 3 4 5  Jovana Stevanović — Volleybox.